# Championnats d'Amérique du Sud d'athlétisme 2013
Navigation
Édition précédente Édition suivante
Les 48es Championnats d'Amérique du Sud d'athlétisme ont lieu du 5 au 7 juillet 2013 à Carthagène des Indes, en Colombie.

## Résultats

### Hommes
| Épreuves | Or | Argent                                                                               | Bronze |
| --- | --- | ------------------------------------------------------------------------------------ | --- |
| 100 m | Álex Quiñónez 10 s 22                                                                                        | Bruno de Barros 10 s 33                                                              | Isidro Montoya 10 s 38                                                                                                   |
| 200 m | Álex Quiñónez 20 s 44 =CR                                                                                    | Bernardo Baloyes 20 s 71                                                             | Jorge Henrique Vides 20 s 71                                                                                             |
| 400 m | José Meléndez 46 s 31                                                                                        | Wagner Cardoso 46 s 38                                                               | Stephan James 46 s 47 PB                                                                                                 |
| 800 m | Rafith Rodríguez 1 min 46 s 34                                                                               | Diego Chargal Martins Diniz Gomes 1 min 48 s 17                                      | Lutimar Abreu Paes 1 min 48 s 50                                                                                         |
| 1 500 m | Jean Carlos Dolberth Machado 3 min 45 s 94                                                                   | Federico Bruno 3 min 45 s 94                                                         | Iván López 3 min 46 s 00                                                                                                 |
| 5 000 m | Bayron Piedra 14 min 15 s 35                                                                                 | Víctor Aravena 14 min 17 s 97                                                        | Javier Guarín 14 min 19 s 82 PB                                                                                          |
| 10 000 m | Solonei da Silva 29 min 51 s 79                                                                              | José Luis Rojas Ramos 30 min 13 s 10 PB                                              | William Naranjo 30 min 19 s 29                                                                                           |
| 110 m haies | Jorge Armando McFarlane Olazábal 13 s 61 NR                                                                  | Mateus Facho Inocêncio 13 s 67                                                       | Jonatha do Nascimento do Paraizo Mendes 13 s 84                                                                          |
| 400 m haies | Mahau Suguimati 49 s 86                                                                                      | Andrés Silva 50 s 52                                                                 | Yeison Rivas 51 s 01 |
| 3 000 m steeple | José Peña 8 min 32 s 01 CR                                                                                   | Mauricio Valdivia 8 min 44 s 36                                                      | Gladson Alberto Silva Barbosa 8 min 45 s 10                                                                              |
| 4 × 100 m | Brésil José Carlos Gomes Moreira Jorge Henrique Vides Jefferson Lucindo Rebert Pereira Braz Firmiano 39 s 47 | Colombie Isidro Montoya Vladimir Valencia Daniel Grueso Yeison Rivas 39 s 76         | Venezuela Jermaine Chirinos Álvaro Cassiani Alberth Bravo Alberto Aguilar 39 s 81                                        |
| 4 × 400 m | Venezuela Arturo Ramírez Alberto Aguilar José Meléndez Freddy Mezones 3 min 3 s 64                           | Colombie Jhon Perlaza Carlos Andrés Lemos Rafith Rodríguez Yeison Rivas 3 min 6 s 25 | Brésil Wagner Francisco Cardoso Jonathan Henrique da Silva Hederson Alves Estefani Willian Batista Carvalho 3 min 8 s 60 |
| 20 000 m marche | Caio Oliveira de Sena Bonfim 1 h 24 min 28 s 40                                                              | Éider Arévalo 1 h 24 min 36 s 40 PB                                                  | Andrés Chocho 1 h 26 min 20 s 18                                                                                         |
| Saut en hauteur | Talles Frederico Silva 2,22 m                                                                                | Wanner Miller Guilherme Henrique Cobbo 2,19 m                                        | Pas d'autre médaille attribuée                                                                                           |
| Saut à la perche | Thiago Braz da Silva 5,83 m AR                                                                               | Germán Chiaraviglio 5,40 m                                                           | João Gabriel Santos Souza 5,40 m                                                                                         |
| Saut en longueur | Mauro Vinícius Hilario Lourenço da Silva 8,24 m                                                              | Jorge Armando McFarlane Olazábal 8,01 m                                              | Irving Saladino 7,94 m                                                                                                   |
| Triple saut | Jefferson Dias Sabino 16,73 m                                                                                | Jhon Murillo 16,36 m                                                                 | Jonathan Henrique Silva 16,35 m                                                                                          |
| Lancer du poids | Germán Lauro 20,87 m CR                                                                                      | Darlan Romani 19,64 m                                                                | Michael Kevin Putman Vida 18,73 m                                                                                        |
| Lancer du disque | Germán Lauro 60,45 m                                                                                         | Andrés Rossini 57,77 m                                                               | Mauricio Ortega 57,76 m NJR                                                                                              |
| Lancer du marteau | Wagner Domingos 71,36 m                                                                                      | Juan Ignacio Cerra 69,33 m                                                           | Allan Wolski 66,25 m |
| Lancer du javelot | Víctor Abel Fatecha Riveros 76,14 m                                                                          | Arley Ibargüen 76,13 m                                                               | Braian Toledo 75,33 m |
| Décathlon | Román Gastaldi 7 273 pts                                                                                     | Renato Atila Souza da Camara 7 175 pts                                               | Óscar Campos 7 026 pts                                                                                                   |
| Records et Performances - AR : Record continental (area record) - CR : Record des championnats (championship record) - MR : Record du meeting (meet record) - NR : Record national (national record) - OR : Record olympique (olympic record) - PR : Record paralympique (paralympic record) - PB : Record personnel (personal best) - SB : Meilleure performance personnelle de la saison (season's best) - WL : Meilleure performance mondiale de l'année (world leader) - WJR : Record du monde junior (world junior record) - WR : Record du monde (world record) Circonstances et Conditions - DNF : N'a pas terminé (did not finish) - DNS : N'a pas pris le départ (did not start) - DQ : Disqualification (disqualification) - NM : Aucun essai valable enregistré (No Mark) - Q : Qualifié « directement » au prochain tour (ou à la prochaine compétition), lors d'une compétition majeure, grâce au classement ou à la réalisation des minima (automatic qualifier) - q : Qualifié au prochain tour (ou à la prochaine compétition), lors d'une compétition majeure, grâce au repêchage ou à la réalisation de l'une des meilleures performances parmi celles des « non qualifiés directement » (grâce au meilleur temps ou à la meilleure distance par exemple) (secondary qualifier) | |                                                                                      | |

### Femmes
| Épreuves | Or | Argent                                                                             | Bronze                                                                              |
| --- | --- | ---------------------------------------------------------------------------------- | ----------------------------------------------------------------------------------- |
| 100 m | Ana Cláudia Silva 11 s 21                                                                                              | Franciela Krasucki 11 s 27                                                         | Eliecet Palacios 11 s 56                                                            |
| 200 m | Ana Cláudia Silva 22 s 70 (+3,4 m/s)                                                                                   | Nercely Soto 23 s 05                                                               | Erika Chávez 23 s 10                                                                |
| 400 m | Joelma Sousa 52 s 25                                                                                                   | Nercely Soto 53 s 96                                                               | Yennifer Padilla 54 s 28                                                            |
| 800 m | Rosibel García 2 min 2 s 45                                                                                            | Flavia de Lima 2 min 2 s 94 PB                                                     | Andrea Ferris 2 min 3 s 57                                                          |
| 1 500 m | Rosibel García 4 min 15 s 84                                                                                           | Muriel Coneo 4 min 15 s 84 PB                                                      | Andrea Ferris 4 min 16 s 34                                                         |
| 5 000 m | Carolina Tabares 16 min 9 s 82 PB                                                                                      | Gladys Tejeda 16 min 19 s 39 PB                                                    | Wilma Arizapana 16 min 22 s 82 PB                                                   |
| 10 000 m | Cruz da Silva 34 min 44 s 14                                                                                           | Carolina Tabares 34 min 47 s 59                                                    | Diana Landi 35 min 12 s 53                                                          |
| 20 000 m marche | Lorena Arenas 1 h 37 min 46 s 17 PB                                                                                    | Arabelly Orjuela 1 h 38 min 59 s 78                                                | Wendy Cornejo 1 h 39 min 43 s 89                                                    |
| 100 m haies | Lina Flores 13 s 09 (+2,0 m/s)                                                                                         | Brigitte Merlano 13 s 20                                                           | Fabiana dos Santos 13 s 21                                                          |
| 400 m haies | Liliane Fernandes 58 s 03 SB                                                                                           | Déborah Rodríguez 58 s 06                                                          | Fernanda Tavares 58 s 83                                                            |
| 3 000 m steeple | Erika Lima 9 min 54 s 97                                                                                               | Rolanda Bell 10 min 04 s 01                                                        | Muriel Coneo 10 min 09 s 91                                                         |
| 4 × 100 m | Brésil Ana Cláudia Lemos Franciela Graças Krasucki Jailma Sales de Lima Evelyn Carolina de Oliveira dos Santos 43 s 37 | Colombie Eliecith Palacios Alejandra Idrobo Lina Florez Yomara Hinestroza 44 s 01  | Venezuela Lexabeth Hidalgo Nercely Soto Genesis Romero Nelsibeth Villalobos 45 s 44 |
| 4 × 400 m | Brésil Joelma Sousa Evelyn dos Santos Liliane Fernandes Jailma de Lima 3 min 35 s 37                                   | Colombie Yennifer Padilla Lina Flores Rosibel García Janeth Largacha 3 min 36 s 29 | Équateur Erika Chávez Celene Cevallos Yadira Méndez Nicol Minota 3 min 43 s 01      |
| Saut en hauteur | Mónica Freitas 1,79 m                                                                                                  | Anyi García 1,76 =PB                                                               | Aline Fernanda Santos Kashany Ríos 1,73 m                                           |
| Saut à la perche | Karla da Silva 4,20 m                                                                                                  | Valeria Chiaraviglio 4,15 m                                                        | Milena Agudelo 3,90 m                                                               |
| Saut en longueur | Macarena Reyes 6,54 m (v.f.)                                                                                           | Keila Costa 6,49 m                                                                 | Jéssica Carolina do Reis 6,49 m (+ 2,5 m/s)                                         |
| Triple saut | Keila Costa 14,21 m (+3,4 m/s)                                                                                         | Yosiri Urrutia 13,92 m PB                                                          | Giselly Andrea Landazuri 13,71 m                                                    |
| Lancer du poids | Geísa Arcanjo 18,27 m                                                                                                  | Sandra Lemus 17,72 m                                                               | Ahymará Espinoza 17,47 m NR                                                         |
| Lancer du disque | Fernanda Raquel Borges 60,79 m                                                                                         | Rocío Comba 58,75 m                                                                | Karen Gallardo 57,04 m                                                              |
| Lancer du marteau | Rosa Rodríguez 68,38 m                                                                                                 | Eli Moreno 67,22 m                                                                 | Jenny Dahlgren 65,82 m                                                              |
| Lancer du javelot | Flor Denis Ruíz 60,23 m PB                                                                                             | Laila Ferrer Domingo 58,80 m                                                       | Jucilene de Lima 57,73 m                                                            |
| Heptathlon | Tamara de Sousa 5 685 pts                                                                                              | Ana Camila Pirelli 5 610 pts                                                       | Agustina Zerboni 5 317 pts                                                          |
| Records et Performances - AR : Record continental (area record) - CR : Record des championnats (championship record) - MR : Record du meeting (meet record) - NR : Record national (national record) - OR : Record olympique (olympic record) - PR : Record paralympique (paralympic record) - PB : Record personnel (personal best) - SB : Meilleure performance personnelle de la saison (season's best) - WL : Meilleure performance mondiale de l'année (world leader) - WJR : Record du monde junior (world junior record) - WR : Record du monde (world record) Circonstances et Conditions - DNF : N'a pas terminé (did not finish) - DNS : N'a pas pris le départ (did not start) - DQ : Disqualification (disqualification) - NM : Aucun essai valable enregistré (No Mark) - Q : Qualifié « directement » au prochain tour (ou à la prochaine compétition), lors d'une compétition majeure, grâce au classement ou à la réalisation des minima (automatic qualifier) - q : Qualifié au prochain tour (ou à la prochaine compétition), lors d'une compétition majeure, grâce au repêchage ou à la réalisation de l'une des meilleures performances parmi celles des « non qualifiés directement » (grâce au meilleur temps ou à la meilleure distance par exemple) (secondary qualifier) | |                                                                                    |                                                                                     |

## Tableau des médailles
| Rang | Nation    | Or | Argent | Bronze | Total |
| ---- | --------- | -- | ------ | ------ | ----- |
| 1    | Brésil    | 24 | 11     | 13     | 48    |
| 2    | Colombie  | 7  | 17     | 10     | 34    |
| 3    | Venezuela | 4  | 2      | 4      | 10    |
| 4    | Argentine | 3  | 6      | 3      | 12    |
| 5    | Équateur  | 3  | 0      | 4      | 7     |
| 6    | Pérou     | 1  | 3      | 2      | 6     |
| 7    | Chili     | 1  | 2      | 2      | 5     |
| 8    | Paraguay  | 1  | 1      | 0      | 2     |
| 9    | Uruguay   | 0  | 2      | 0      | 2     |
| 10   | Panama    | 0  | 1      | 4      | 5     |
| =11  | Bolivie   | 0  | 0      | 1      | 1     |
| =11  | Guyana    | 0  | 0      | 1      | 1     |